# Халглар Достлугу (станция метро, Баку)
«Халглар Достлугу» (азерб. Xalqlar Dostluğu — «Дружба Народов») — станция первой (Красной) линии Бакинского метрополитена и станция второй (Зелёной) линии Бакинского метрополитена. Расположена между станциями «Нефтчиляр» и «Ахмедлы».

## Характеристика
Станция «Халглар Достлугу» (по-русски - Дружба Народов) была открыта одновременно со станцией «Ахмедли» 28 апреля 1989 года, тем самым, являясь последними станциями, открытыми при существовании СССР.
Проектными названиями являлись «Ази Асланов» и «Нахичевань». Станция «Ази Асланов» была открыта 13 лет спустя, 10 декабря 2002 года, но уже в другом месте неподалёку от «Халглар Достлугу».
Станция расположена на востоке города в Низаминском районе, на пересечении проспектов имени Кара Караева и Бабека, являющихся одними из ключевых улиц города. Находится в центре жилых массивов, на границе посёлков «8-й километр» и «Ахмедли».
При подъезде к станции в вагонах звучит фрагмент из песни «Дорогой друг» (с азерб. — «Əziz dost») композитора Тофика Кулиева. 
Сама станция мелкого заложения, островная, длиной в 102 метра